# Tino Costa
Alberto Facundo Costa, detto Tino (Las Flores, 9 gennaio 1985), è un ex calciatore argentino, di ruolo centrocampista.
È soprannominato El Cañón Zurdo (il cannone mancino).

## Caratteristiche tecniche
È un regista di centrocampo, mancino naturale, molto aggressivo e combattente, ma poco lucido in fase di impostazione, dotato di discutibile tecnica e visione di gioco, oltre che essere molto criticato per il numero di palle perse. Risulta invece essere uno specialista in cross, lanci e potenti tiri dalle traiettorie ad effetto.

## Biografia
È cresciuto a Las Flores nei pressi della capitale argentina, ha incominciato a 10 anni a lavorare in panetteria per guadagnarsi qualche soldo.

### Club

#### Giovanili e prime stagioni in Francia
Tino comincia la sua carriera calcistica a 11 anni, entrando nelle giovanili del club La Terrazza, formazione della sua città natale.
Nel 1998 non riesce a sostenere due provini per il Boca Juniors e per l'Estudiantes, il primo per avverse condizioni meteo, il secondo per via di un incidente domestico. Nel 2002 ha la sua prima esperienza all'estero, nelle giovanili del Basse-Terre, club della Guadalupa nelle Antille francesi dove resta due anni.
Nel 2004 passa al Racing Club di Parigi, militante nella terza divisione francese, dove segna 3 gol in 28 presenze.. Al termine della stagione è ingaggiato dal Pau FC, in cui totalizza 39 presenze e 4 reti in due anni.
Nell'estate del 2007 passa al FC Sète: qui diventa un giocatore chiave per la squadra francese, concludendo la stagione con 3 gol, 7 assist e 29 presenze e viene nominato miglior giocatore del campionato.

#### Montpellier
Nel 2008 firma un contratto triennale con il Montpellier, militante allora in Ligue 2.
Debutta con il club della Linguadoca in occasione della prima giornata di campionato, nella partita persa contro lo Strasburgo, e segna la sua prima rete in occasione della vittoria contro il Reims. Contribuisce al raggiungimento del secondo posto, valido per la promozione in Ligue 1 dietro il Lens, con 8 gol e 11 assist in 35 presenze.
Il 1º luglio 2009 firma il prolungamento del contratto sino al 2013. Si conferma protagonista della stagione 2009-2010 con 31 presenze, 7 gol e 6 assist. Il Montpellier termina la stagione al quinto posto, qualificandosi per i preliminari di Europa League.

#### Valencia

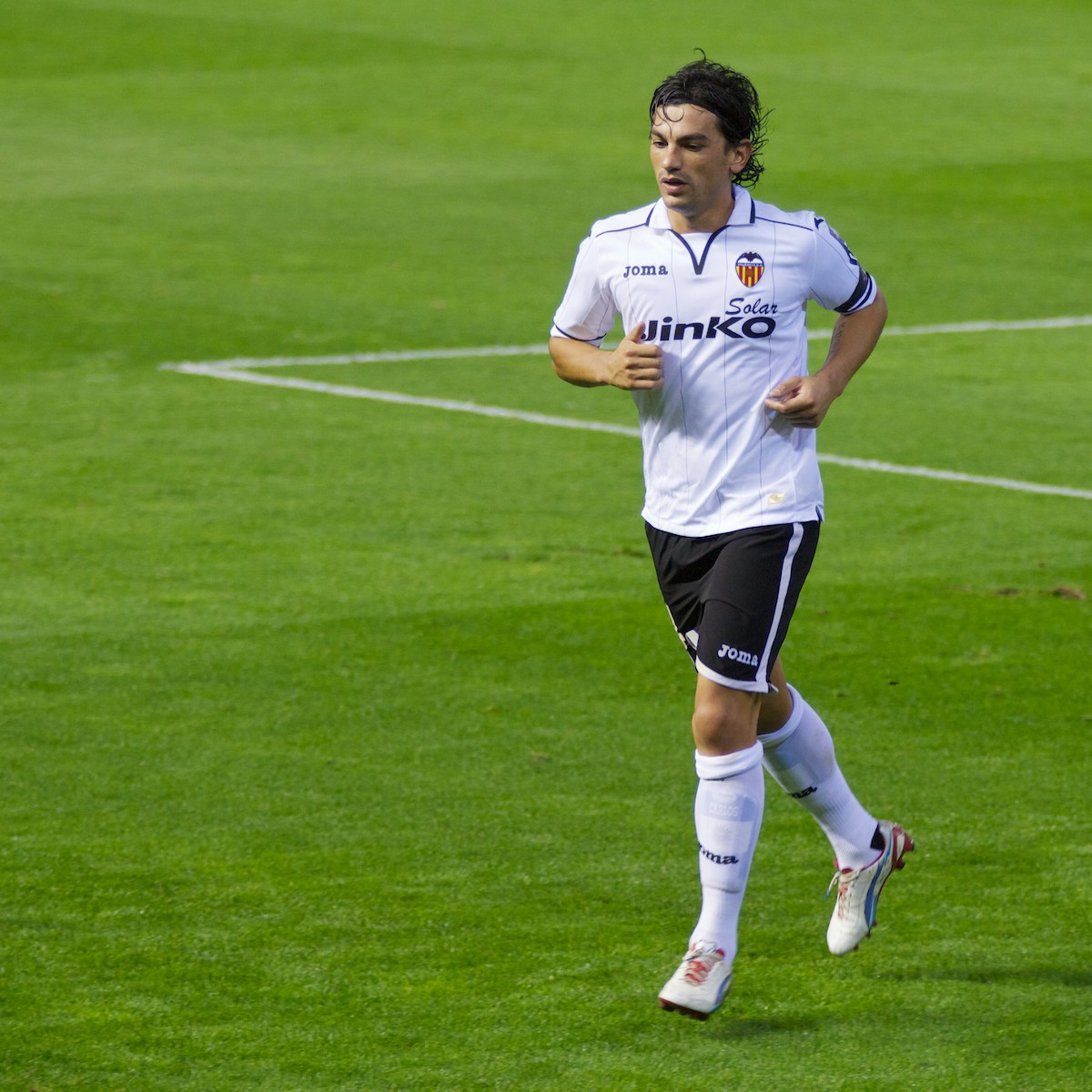
Tino Costa con la maglia del Valencia

Il 1º luglio 2010 passa per 6,5 milioni di euro al Valencia, firmando un contratto quadriennale.
Milita nel club spagnolo dal 2010 al 2013, raggiungendo nei primi due anni il terzo posto in Primera División. Debutta in Champions League il 14 settembre 2010, segnando il primo gol in occasione della vittoria per 0-4 in casa del Bursaspor. Conclude la triennale esperienza spagnola totalizzando 82 presenze, 11 goal e 11 assist.

#### Spartak Mosca
Nell'estate del 2013 passa allo Spartak Mosca per 7 milioni di euro, firmando un contratto quadriennale.
Fa il suo esordio in maglia biancorossa il 16 luglio, segnando all'esordio il gol del momentaneo 1-0 nella sfida poi vinta 2-1 a Samara contro il Kryl'ja Sovetov.Conclude la prima stagione nel massimo campionato russo con 24 presenze e 3 gol.
La stagione successiva trova poco spazio nella formazione di Yakın e, dopo aver giocato appena 7 partite in campionato ed una in Coppa di Russia, si trasferisce in prestito alla squadra italiana del Genoa.

#### Genoa
Il 5 gennaio 2015 viene ufficializzato il suo passaggio in prestito al Genoa fino al 30 giugno 2016. Debutta il 6 gennaio 2015 nella partita casalinga pareggiata 2-2 contro l'Atalanta.Il 14 gennaio gli viene diagnosticato una lesione di secondo grado al retto femorale di sinistra che lo tiene lontano dal campo per un mese e mezzo. Rientrato in campo il 4 aprile al Ferraris contro l'Udinese, si procura un altro infortunio costringendolo ad un ulteriore stop di 20 giorni. L'11 maggio 2015 nella sfida vinta 5-1 contro il Torino segna i suoi primi goal in Italia, siglando una doppietta. Nella sessione estiva del mercato viene rinnovato il prestito salvo poi venir risolto nella sessione invernale.

#### Fiorentina
Il 18 gennaio 2016 il giocatore passa in prestito alla Fiorentina fino al 30 giugno 2016, con diritto di riscatto fissato a 1,5 milioni di euro.
Esordisce in maglia viola il 24 gennaio nella partita di campionato Fiorentina-Torino (2-0), entrando al 67' al posto di Josip Iličič.
In maglia viola ottiene solo otto presenze.

#### San Lorenzo
Il 21 luglio torna in Argentina dopo quattordici anni e firma per il San Lorenzo.

#### Almeria
Il 1 agosto 2017 torna in Europa per vestire la maglia dell'Almería, club militante nella Segunda División.

#### Atletico Nacional
Il 6 Giugno 2018, firma per i colombiani dell'Atletico Nacional. Contribuirà con 2 reti in 14 presenze in tutta la stagione, poiché condizionata da vari acciacchi fisici.

#### Il ritorno in Argentina
Il 6 ottobre 2020, tornerà in Argentina, firmando per il Club Atlético San Martín, tornandoci dopo circa un anno. Durante la sua seconda esperienza nel club, giocherà in totale 48 partite, andando a segno per 6 volte.
Il 3 gennaio 2023, firma per il Deportivo Moron. Il giocatore, però, dopo appena 2 mesi e mezzo, il 17 marzo 2023, ha deciso di rescindere il contratto che lo legava al club, dopo aver messo il piede in campo per 70 minuti in 2 presenze, per poi non essere più convocato.

### Nazionale
Ha giocato due volte nella nazionale albiceleste entrambe in amichevole convocato dal tecnico Sergio Batista e dal suo successore Alejandro Sabella nel 2011 e nel 2012.

## Statistiche

### Presenze e reti nei club
| Stagione                 | Squadra                  | Campionato               | Campionato | Campionato | Coppe nazionali | Coppe nazionali | Coppe nazionali | Coppe continentali | Coppe continentali | Coppe continentali | Altre coppe | Altre coppe | Altre coppe | Totale | Totale |
| Stagione                 | Squadra                  | Comp                     | Pres       | Reti       | Comp            | Pres            | Reti            | Comp               | Pres               | Reti               | Comp        | Pres        | Reti        | Pres   | Reti   |
| ------------------------ | ------------------------ | ------------------------ | ---------- | ---------- | --------------- | --------------- | --------------- | ------------------ | ------------------ | ------------------ | ----------- | ----------- | ----------- | ------ | ------ |
| 2004-2005                | RC Paris                 | CN                       | 28         | 3          | -               | -               | -               | -                  | -                  | -                  | -           | -           | -           | 28     | 3      |
| 2005-2006                | Pau                      | CN                       | 34         | 2          | -               | -               | -               | -                  | -                  | -                  | -           | -           | -           | 34     | 2      |
| 2006-2007                | Pau                      | CN                       | 32         | 2          | -               | -               | -               | -                  | -                  | -                  | -           | -           | -           | 32     | 2      |
| Totale Pau               | Totale Pau               | Totale Pau               | 66         | 4          |                 | -               | -               |                    | -                  | -                  |             | -           | -           | 66     | 4      |
| 2007-2008                | Sète                     | CN                       | 29         | 3          | CdF             | 3               | 0               | -                  | -                  | -                  | -           | -           | -           | 32     | 3      |
| 2008-2009                | Montpellier              | L2                       | 35         | 8          | CdF+CdL         | 0+1             | 0+0             | -                  | -                  | -                  | -           | -           | -           | 36     | 8      |
| 2009-2010                | Montpellier              | L1                       | 31         | 7          | CdF+CdL         | 1+1             | 0+0             | -                  | -                  | -                  | -           | -           | -           | 33     | 7      |
| Totale Montpellier       | Totale Montpellier       | Totale Montpellier       | 66         | 15         |                 | 3               | 0               |                    | -                  | -                  |             | -           | -           | 69     | 15     |
| 2010-2011                | Valencia                 | PD                       | 24         | 4          | CR              | 1               | 0               | UCL                | 7                  | 2                  | -           | -           | -           | 32     | 6      |
| 2011-2012                | Valencia                 | PD                       | 27         | 5          | CR              | 5               | 1               | UCL+UEL            | 3+6                | 1+0                | -           | -           | -           | 41     | 7      |
| 2012-2013                | Valencia                 | PD                       | 31         | 2          | CR              | 3               | 2               | UCL                | 8                  | 0                  | -           | -           | -           | 42     | 4      |
| Totale Valencia          | Totale Valencia          | Totale Valencia          | 82         | 11         |                 | 9               | 3               |                    | 24                 | 3                  |             | -           | -           | 115    | 17     |
| 2013-2014                | Spartak Mosca            | PL                       | 24         | 3          | KR              | 1               | 0               | UEL                | 2                  | 0                  | -           | -           | -           | 27     | 3      |
| 2014-gen. 2015           | Spartak Mosca            | PL                       | 7          | 0          | KR              | 1               | 0               | -                  | -                  | -                  | -           | -           | -           | 8      | 0      |
| Totale Spartak Moska     | Totale Spartak Moska     | Totale Spartak Moska     | 31         | 3          |                 | 2               | 0               |                    | 2                  | 0                  |             | -           | -           | 35     | 3      |
| gen.-giu. 2015           | Genoa                    | A                        | 6          | 2          | CI              | -               | -               | -                  | -                  | -                  | -           | -           | -           | 6      | 2      |
| 2015-gen. 2016           | Genoa                    | A                        | 12         | 0          | CI              | 0               | 0               | -                  | -                  | -                  | -           | -           | -           | 12     | 0      |
| Totale Genoa             | Totale Genoa             | Totale Genoa             | 18         | 2          |                 | 0               | 0               |                    | -                  | -                  |             | -           | -           | 18     | 2      |
| gen.-giu. 2016           | Fiorentina               | A                        | 7          | 0          | CI              | -               | -               | UEL                | 1                  | 0                  | -           | -           | -           | 8      | 0      |
| 2016-2017                | San Lorenzo              | PD                       | 8          | 0          | CA              | 2               | 0               | CS                 | 3                  | 0                  | -           | -           | -           | 13     | 0      |
| 2017-2018                | Almería                  | SD                       | 14         | 2          | CR              | 1               | 0               | -                  | -                  | -                  | -           | -           | -           | 15     | 2      |
| 2018-2019                | San Martín (T)           | PD                       | 13         | 4          | CA              | 2               | 0               | -                  | -                  | -                  | -           | -           | -           | 15     | 4      |
| lug.-dic. 2019           | Atlético Nacional        | A                        | 7+2        | 1+0        | CC              | 2               | 0               | -                  | -                  | -                  | -           | -           | -           | 11     | 1      |
| gen.-mag. 2020           | Atlético Nacional        | A                        | 2          | 0          | CC              | 0               | 0               | -                  | -                  | -                  | -           | -           | -           | 2      | 0      |
| Totale Atlético Nacional | Totale Atlético Nacional | Totale Atlético Nacional | 9+2        | 1+0        |                 | 2               | 0               |                    | -                  | -                  |             | -           | -           | 13     | 1      |
| ott.-dic. 2020           | San Martín (T)           | BN                       | 5          | 1          | CA              | 1               | 0               | -                  | -                  | -                  | -           | -           | -           | 6      | 1      |
| 2021                     | San Martín (T)           | BN                       | 20+2       | 1+0        | -               | -               | -               | -                  | -                  | -                  | -           | -           | -           | 22     | 1      |
| 2022                     | San Martín (T)           | BN                       | 20+1       | 4+0        | CA              | 1               | 0               | -                  | -                  | -                  | -           | -           | -           | 22     | 4      |
| Totale San Martín (T)    | Totale San Martín (T)    | Totale San Martín (T)    | 58+3       | 10         |                 | 4               | 0               |                    | -                  | -                  |             | -           | -           | 65     | 10     |
| gen.-mar. 2023           | Deportivo Morón          | BN                       | 2          | 0          | CA              | 0               | 0               | -                  | -                  | -                  | -           | -           | -           | 2      | 0      |
| 2023-2024                | Pau 2                    | N3                       | 1          | 0          | -               | -               | -               | -                  | -                  | -                  | -           | -           | -           | 1      | 0      |
| 2023-2024                | Pau                      | L2                       | 3          | 0          | CF              | 1               | 0               | -                  | -                  | -                  | -           | -           | -           | 4      | 0      |
| Totale carriera          | Totale carriera          | Totale carriera          | 428        | 54         |                 | 27              | 3               |                    | 30                 | 3                  |             |             |             | 485    | 60     |

### Cronologia presenze e reti in nazionale
| Cronologia completa delle presenze e delle reti in nazionale ― Argentina | Cronologia completa delle presenze e delle reti in nazionale ― Argentina | Cronologia completa delle presenze e delle reti in nazionale ― Argentina | Cronologia completa delle presenze e delle reti in nazionale ― Argentina | Cronologia completa delle presenze e delle reti in nazionale ― Argentina | Cronologia completa delle presenze e delle reti in nazionale ― Argentina | Cronologia completa delle presenze e delle reti in nazionale ― Argentina | Cronologia completa delle presenze e delle reti in nazionale ― Argentina |
| Data                                                                     | Città                                                                    | In casa                                                                  | Risultato                                                                | Ospiti                                                                   | Competizione                                                             | Reti                                                                     | Note                                                                     |
| ------------------------------------------------------------------------ | ------------------------------------------------------------------------ | ------------------------------------------------------------------------ | ------------------------------------------------------------------------ | ------------------------------------------------------------------------ | ------------------------------------------------------------------------ | ------------------------------------------------------------------------ | ------------------------------------------------------------------------ |
| 1-6-2011                                                                 | Abuja                                                                    | Nigeria                                                                  | 1 – 4                                                                    | Argentina                                                                | Amichevole                                                               | -                                                                        | 57’                                                                      |
| 14-11-2012                                                               | Riyad                                                                    | Arabia Saudita                                                           | 0 – 0                                                                    | Argentina                                                                | Amichevole                                                               | -                                                                        | 46’                                                                      |
| Totale                                                                   |                                                                          | Presenze                                                                 | 2                                                                        |                                                                          | Reti                                                                     | 0                                                                        |                                                                          |